# 송대윤

송대윤(宋對允, 1973년 12월 10일~2024년 10월 27일)은 대한민국의 정치인이다. 제7·9대 대전광역시의원이다. 9대 후반기 시의회 부의장 재임 중 고향 논산에서 자살하였다.

## 학력
- 한남대학교 법학부 졸업
- 충남대학교 행정대학원 행정학과 졸업(행정학 석사)

## 경력
- 자유선진당 대전시당 청년부위원장
- 대전사이클연맹 부회장
- 2010년 7월 1일~2014년 3월: 제6대 대전광역시 유성구의회 의원
  - 2010년 7월~2012년 6월: 제6대 대전광역시 유성구의회 전반기 부의장
- 2014년 7월 1일~2018년 3월 26일: 제7대 대전광역시의회 의원
- 2022년 7월 1일~2024년 10월 27일: 제9대 대전광역시의회 의원
  - 2024년 7월~2024년 10월 27일: 제9대 대전광역시의회 후반기 부의장

## 역대 선거 결과
|  | 21.56% |

|  | 51.04% |

|  | 50.22% |